# 伊曼紐爾·席卡內德

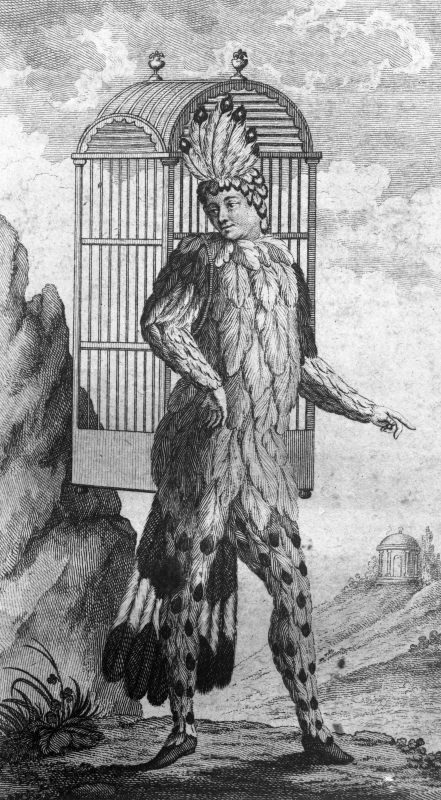
席卡內德在其編劇的《魔笛》中親演的角色帕帕基諾

伊曼紐爾·席卡內德（德語：Emanuel Schikaneder；1751年9月1日—1812年9月21日），18世紀德意志劇作家、戲劇歌唱家、演員，曾任維也納河畔劇院經理，委託沃夫岡·阿瑪迪斯·莫札特替德語歌劇《魔笛》作曲，其本人則擔任編劇及作詞工作，並在1791年該劇首演時親自扮演劇內的男中音角色——捕鳥人帕帕基諾。

### 書目、文獻
- （繁體中文）海老澤敏. . 音樂之友社（日语：音楽之友社）  (编). . 作曲家別名曲解說珍藏版 14. （譯）林勝儀. 美樂出版社. 2000-12-20. ISBN 957-8442-50-5.